# 葛迪遜公園球場
古迪逊公园球场（Goodison Park）是一座位於利物浦市，可容纳40,103人的全座位的現代化球場。現為愛華頓的主場，建於1892年，是全世界最古舊的球場之一，暱稱「高貴老婦」（Grand Old Lady）。

## 歷史
愛華頓原先在士丹利公園（Stanley Park）東南角的一個公開的球場比賽，首场比赛是1879年12月20日对圣彼德队，以6比0狂胜对手。到了1882年，已经有约2,000人到士丹利公園球场观看愛華頓的比赛，愛華頓决定租赁位于女修道院路附近的场地，自資建造了小型看台和更衣室，並開始收取入場費。
1884年愛華頓再遷往晏菲路，这片土地為当地的啤酒商柯拉爾及市府參事約翰·賀定所共同拥有。愛華頓在1888年加入聯賽時晏菲路的年租為100英鎊，當翌年獲得聯賽亞軍時賀定將租金提高至250英鎊，而他更擁有獨家在場內出售小食的權利。1889年5月愛華頓的委員開會決定另覓場地，但仍不捨晏菲路，故向賀定提出妥協的180英鎊續租一年，但憤怒的賀定沒有回應。賀定從柯拉爾手中收購晏菲路的擁有權，並提議以6,000英鎊賣給愛華頓，當愛華頓拒絕接受時，賀定即時要求愛華頓遷出，並同時成立自己的「愛華頓足球俱樂部及運動場有限公司」，雖然成功註冊，但聯賽聯盟裁定愛華頓可以保留名稱，故賀定的新俱樂部需改名為利物浦。1890-91赛季愛華頓赢得首个联赛冠军，獲利達1,700英鎊。1892年1月25日以佐治·馬漢為首的委員再买坐落在士丹利公園北面的一块30,000平方碼的土地，作價8,090英鎊，最终發展成为葛迪遜公園球場。
搬迁到葛迪遜公園球場之后，愛華頓修建了两个露天看台，每个可容纳4,000人，还有一个有蓋看台可容纳3,000人，当完工时，它是当时全英格蘭最好的足球场。1892年8月24日，第十一代金耐德亲王和足總官员弗雷德里克·禾爾为古迪逊公园球場揭幕，有12,000人到场观看揭幕仪式。愛華頓在葛迪遜公園球場进行的首场比赛是一场友谊赛，9月2日对保頓以4-2獲胜。

葛迪遜公園球場看台位置，由右邊（北方）起順時針分別為古尼迪斯街看台、布蘭道看台、公園看台和葛迪遜道看台

1895年再加建布蘭道看台。在廿世紀之初，葛迪遜公園球場逐漸改建成形，1907年在士丹利公園方向興建雙層看台，稱為「公園看台」（2016年更名為「菲利普·卡特爵士公園看台」，以紀念愛華頓的前主席菲利普·卡特爵士）。而1909年在古迪逊道的主看台包含辦公室及球員設施沿用至1971年。1913年7月13日葛迪遜公園球場成為皇室首座到訪的聯賽球場，英王喬治五世及瑪麗王后到場視察當地的學童。1926年布蘭道看台改建為與主看台看齊的雙層看台。1938年當古尼迪斯街看台（2016年更名為「霍華德·肯德爾古尼迪斯街看台」，以紀念愛華頓其中一位最偉大的領隊霍華德·肯德爾）完工，葛迪遜公園球場成為大不列顛唯一擁有四座雙層看台的球場。
由於葛迪遜公園球場接近利物浦船塢區，在大戰期間遭受頗嚴重的破壞，戰後獲得“大戰破壞委員會”的復修補償。1948年9月18日在對利物浦的甲組聯賽錄得78,299人的最高入場人數。葛迪遜公園球場及晏菲路球場同於1957年10月裝設汎光燈，10月9日對利物浦的友賽首次亮起四個高塔的白光。翌年加設地底發熱裝置，但因排水不良而需於1960年重舖排水管道。1966年世界盃期間葛迪遜公園球場共舉行五場比賽，包括使人難忘的北韓對葡萄牙八強比賽。
1971年古迪逊道的主看台被移平改建為三層看台，造價100萬英鎊（1909年舊看台造價為28,000英鎊），新看台保持全英最大的紀錄至1974年，才被雙倍造價幾乎導致車路士破產巨大的史丹福橋球場東看台所打破。由於看台太高，需拆除汎光燈塔，將燈泡裝在看台頂蓋邊沿的鐵架上，與主看台相對的布蘭道看台亦將帳篷式頂蓋改建為現代式的平頂，再加裝汎光燈。1977年運動場安全法案實施後，由於葛迪遜公園球場不合時宜的出入口通道，容量由56,000急降至35,000，經修建後，1986年容量回升至53,419（24,419為座席）。
「希尔斯堡慘劇」發生後的泰萊報告書要求所有球場改建為全座席球場，企位舊看台需移平，全新單層懸臂式士丹利公園看台在1994年完成，可容6,000人，同時容納球迷會及社區足球計劃的設施。包括新看台在內，葛迪遜公園球場總容量為40,100人，只排在老特拉福德球場及晏菲路球場之後的第三位。
2024/25是艾佛頓男足最後一個在古迪遜公園的賽季，他們將從2025/26開始搬入新主場艾佛頓體育場，而原先將被拆除的古迪遜公園則成為艾佛頓女足的新主場。

## 记录
埃弗顿是英格兰参加顶级联赛场次最多的俱乐部，比第二名的阿斯顿维拉多出8个赛季。在106个联赛赛季中，埃弗顿除了4个赛季外，一直在古迪逊公园比赛，使古迪逊公园成为英格兰承办顶级联赛比赛场次最多的场地。 古迪逊公园是英格兰唯一承办过国际足球联合会世界杯半决赛的俱乐部主场。直到1996年老特拉福德球场扩建之前，古迪逊公园保持着足球联赛比赛日星期日的最高入场人数纪录（1974年足总杯对阵西布朗，53,509名观众）。
埃弗顿在1930年10月4日至1931年4月4日期间连续赢得了15场主场联赛比赛。 在1931-1932赛季，古迪逊公园是联赛赛季主场进球最多的场地，埃弗顿进了84个进球。 从1984年4月23日到1986年9月2日期间，埃弗顿连续47场比赛都有进球，取得36胜7平的战绩，进球123个，失球38个。苏格兰前锋格雷姆·夏普打进其中的32个进球。
杰克·南沃斯创造了古迪逊公园一场比赛中进球最多的纪录，他在1893年12月30日对阵西布朗维奇的比赛中打进了6球。
古迪逊公园一场比赛中的最多进球数是12个，这在埃弗顿的两场比赛中发生过：1931年10月17日对阵谢菲联的比赛（9-3），以及1954年2月27日对阵普利茅斯阿盖尔的比赛（8-4）。

## 交通
古迪逊公园位于利物浦市中心以北2英里（3公里）的地方。最近的主要铁路站是利物浦街站。距离球场最近的车站是科克代尔火车站，位于默西铁路的北线，距离球场仅有半英里（800米）。比赛日还有一辆称为“足球巴士”的经常性穿梭巴士服务从桑德希尔斯火车站发出。2007年，桑德希尔斯进行了600万英镑的翻新工程，以鼓励人们使用铁路服务。
沃尔顿和安菲尔德火车站位于沃尔顿巷，这条道路与公园端背靠一致，直到1948年关闭为止是距离古迪逊公园最近的车站。 尽管埃弗顿已经开始迁移到古迪逊公园之外的新体育场，但如果只运送货物的加拿大码头支线再次运营客运列车，该车站有可能重新开放。
球场周围的街道只允许持许可证的居民停车，但球迷可以使用场内停车设施（有限230个停车位）。 周围的街道停车计划由利物浦市议会负责管理。

## 註腳
1. ↑  只是最早時場地的價值，及後重修的費用不包括在內。
2. ↑  . RSSSF.   [2010年4月8日]. （原始内容存档于2011年5月11日）.
3. 1 2  . Statto.com.   [2010年4月4日]. （原始内容存档于2010年2月20日）.
4. 1 2  . ToffeeWeb.   [2009年4月17日]. （原始内容存档于2009年1月29日）.
5. ↑  Rogers, Ken. . Breedon Sports. 1992: 222. ISBN 1-873626-11-8.
6. ↑  . Liverpool Echo. 2007年11月9日  [2010年4月4日]. （原始内容存档于2012年10月11日）.
7. ↑  . subbrit.org.uk.   [2010年4月5日]. （原始内容存档于2010年3月23日）.
8. ↑   (PDF). Merseytravel. 2008年12月10日  [2010年4月3日]. （原始内容 (PDF)存档于2011年8月18日）.
9. ↑   (PDF). Savills, KSS Design and Franklin Sports Business. 2007年10月  [2010年4月14日]. （原始内容 (PDF)存档于2011年8月18日）.
10. ↑  . 利物浦市议会.   [2010年4月6日]. （原始内容存档于2010年1月23日）.